# Лохан, Дина
Дона́та «Ди́на» Мелина Николетт Ло́хан (англ. Donata «Dina» Melina Nicolette Lohan), в девичестве — Салливан (англ. Sullivan; 15 сентября 1962, Нью-Йорк, Нью-Йорк. США) — американская телевизионная персона, актриса
, кинопродюсер, танцовщица, модельер, писательница и менеджер.

## Биография

### Ранние годы
Дина родилась и выросла в Нью-Йорке в семье Джона и Энн Салливан, у неё есть два брата — Мэтт и Пол.

### Личная жизнь
Работая продавщицей косметики, Дина в декабре 1984 года познакомилась с Майклом Лоханом. 2 ноября 1985 года она вышла за него замуж, они то расходились, то сходились. В 2005 году супругами был подписан договор о раздельном проживании, а официальный развод пары произошёл в 2007. Майкл — бывший биржевой маклер с Уолл-стрит и бизнесмен, который унаследовал макаронную фабрику от отца, несмотря на то, что у него несколько раз были проблемы с законом.
От брака с Майклом Лоханом имеет двух дочерей и двух сыновей:
- Линдси Лохан (р. 2 июля 1986)
- Майкл Лохан (р. 16 декабря 1987)
- Алиана Лохан (р. 22 декабря 1993)
- Дакота Коди Лохан (р. 16 июня 1996).

Все дети Дины имеют отношение к шоу-бизнесу, тем или иным способом, но самая известная — старшая дочь Линдси, начавшая карьеру в 1989 году. Трое младших детей также имели опыт работы в кино, но в основном это были эпизодические роли в фильмах с участием сестры Линдси.

### Карьера
В молодости Дина была актрисой, но так и не добившись сильной известности, она забросила актёрскую карьеру и решила заняться карьерой своей старшей дочери Линдси Лохан. Сейчас, когда Линдси стала известной, Дина продвигает младшую дочь Али.
Дина и её младшая дочь Али стали ведущими собственного реалити-шоу «:Living Lohan», которое впервые вышло в эфир 26 мая 2008 года на кабельном телеканале E!, Дина также является одним из исполнительных продюсеров одного эпизода этого шоу.